# Carol Gattaz
Caroline "Carol" de Oliveira Saad Gattaz (São José do Rio Preto, 27 juli 1981) is een Braziliaans volleybalster die als middenaanvaller speelt. Ze won met de nationale ploeg zilver bij de Olympische Spelen in 2021 en eindigde in 2006 en 2010 als tweede bij de wereldkampioenschappen. In clubverband won ze in totaal vijfmaal het Brazilaans kampioenschap en driemaal het Zuid-Amerikaans kampioenschap.

## Carrière

### Clubverband
Gattaz speelde als tiener zaalvoetbal bij América FC en begon met volleybal toen ze op de middelbare school zat. Op zeventienjarige leeftijd verhuisde ze naar São Caetano do Sul waar ze zich bij volleybalafdeling van São Caetano ES voegde. In 1998 maakte ze haar debuut in de Superliga en won ze de titel bij het staatskampioenschap van São Paulo voor junioren. Ze speelde twee seizoenen voor São Caetano voordat ze in 2000 de overstap maakte naar Paraná VC. Met die ploeg werd ze datzelfde jaar derde bij het staatskampioenschap van Rio de Janeiro en eindigde ze in het seizoen 2000/01 als vierde in de landelijke competitie. De daaropvolgende drie seizoenen kwam Gattaz opnieuw uit voor São Caetano; met het team eindigde ze driemaal op rij als tweede bij het Campeonato Paulista. In 2004 maakte ze de overstap naar Osasco VC waar ze tot en met het seizoen 2006/07 actief was. Het eerste seizoen werd ze met de club zowel landskampioen als kampioen van São Paulo. Daarnaast wonnen ze in Bazel het Top Volley International-toernooi tegen Voléro Zürich. De twee daaropvolgende seizoenen prolongeerde de ploeg hun staatstitel en eindigden ze als tweede in de Braziliaanse competitie.
Gedurende het seizoen 2007/08 speelde Gattaz voor het Italiaanse Giannino Pieralisi Volley uit Jesi dat actief is in de Serie A1. Met de club bereikte ze de kwartfinale van de Italiaanse competitie en de halve finale van het bekertoernooi. Bovendien verloor het team de wedstrijd om de superbeker van Pallavolo Sirio Perugia. Na een seizoen in Italië keerde Gattaz terug naar Brazilië waar ze van 2008/09 tot en met 2010/11 voor Rio de Janeiro VC uitkwam. Ze won met de club tweemaal het landskampioenschap – in 2009 en 2011 – en werd driemaal op rij kampioen van Rio de Janeiro. Daarnaast eindigde de ploeg in 2008 als derde in het bekertoernooi, in 2009 als tweede bij het Zuid-Amerikaans kampioenschap voor clubs en in het seizoen 2009/10 als tweede in de Braziliaanse competitie. Bovendien wonnen ze het Top Volley International-toernooi van RC Cannes. Na drie jaar verruilde Gattaz Rio de Janeiro voor een seizoen bij Vôlei Futuro uit Araçatuba. Met het team won ze het Campeonato Paulista en eindigde ze als derde in de Superliga.
In het seizoen 2012/13 stond ze kortstondig onder contract bij de Azerbeidzjaanse ploeg İqtisadçı VK uit de hoofdstad Bakoe waar ze binnen een maand weer vertrokken was. Het seizoen daarop speelde ze voor Campinas VC waarmee ze zowel de halve finale van het Braziliaans kampioenschap als die van het bekertoernooi bereikte. Vervolgens wisselde Gattaz van club naar Minas TC uit Belo Horizonte waarvoor ze sindsdien uitkomt en waarvan ze sinds het seizoen 2015/16 aanvoerder is. Met de club boekte ze meerdere successen. In de Superliga behaalde ze tweemaal de eindoverwinning (in de seizoenen 2018/19 en 2020/21) en eindigde ze tweemaal als derde (in de seizoenen 2015/16 en 2017/18). In 2019 en 2021 won ze de beker; in 2017 was ze met Minas verliezend finalist. Verder won de ploeg van 2018 tot en met 2020 driemaal op rij het Zuid-Amerikaans kampioenschap voor clubs en in 2018 werden ze in Shaoxing vice-wereldkampioen achter VakifBank Istanbul. Bij het Campeonato Mineiro eindigde het team bovendien driemaal als eerste (2017, 2018 en 2020) en driemaal als tweede (2014, 2015 en 2019).

### Nationale ploeg
Gattaz nam in 1999 op achttienjarige leeftijd namens Brazilië deel aan het wereldkampioenschap volleybal onder 20 in Canada waar de ploeg vice-kampioen werd achter Rusland. In 2003 werd ze voor het eerst opgeroepen voor de nationale selectie en won ze in Bogota de Zuid-Amerikaanse titel tegen Argentinië. Het jaar daarop speelde ze met het nationale team in de World Grand Prix die uiteindelijk gewonnen werd door Brazilië. In 2005 won Gattaz met de vrouwenploeg de Grand Champions Cup in Japan tegen de Verenigde Staten. Daarnaast prolongeerde Brazilië haar titel bij de World Grand Prix en bij het Zuid-Amerikaans kampioenschap; bij dat laatste toernooi werd Gattaz uitgeroepen tot beste blokker. Het jaar erna werd de ploeg in Japan vice-wereldkampioen achter Rusland. Verder won ze met de selectie het Pan-Amerikaans kampioenschap in San Juan en behaalde ze voor de derde keer op rij de eindoverwinning in de World Grand Prix. In 2007 werden de Braziliaanse volleybalvrouwen met Gattaz eveneens voor de derde keer Zuid-Amerikaans kampioen, ditmaal ten koste van Peru. Bij de World Cup eindigde het team als tweede achter Italië. 
In 2008 speelde Gattaz voor de nationale ploeg in de World Grand Prix die door Brazilië gewonnen werd, maar zat ze niet in de selectie voor de Olympische Spelen in Peking. In plaats daarvan ging ze als sportcommentator naar de Spelen. Het jaar daarop won ze met de Braziliaanse volleybalvrouwen de World Grand Prix, het Pan-Amerikaans kampioenschap en het Zuid-Amerikaans kampioenschap; bij het laatste toernooi werd Gattaz opnieuw uitgeroepen tot beste blokker. Bij de Grand Champions Cup eindigde de ploeg als tweede achter Italië. In 2010 werd Gattaz met de nationale ploeg bij het WK in Japan opnieuw tweede achter Rusland en eindigde het team ook in de World Grand Prix als tweede achter de Verenigde Staten. Twee jaar later ging ze opnieuw als commentator naar de Olympische Spelen in Londen, nadat ze de selectie niet gehaald had omdat ze onder meer last had van plantaire fasciitis. In 2013 won ze met de Braziliaanse ploeg de Grand Champions Cup ten koste van de Verenigde Staten. Acht jaar later – in 2021 – werd Gattaz weer opgeroepen voor de nationale selectie. Ze won met Brazilië zilver bij de Nations League in Rimini en bij de Olympische Spelen in Tokio – beide achter de Verenigde Staten – en goud bij het Zuid-Amerikaans kampioenschap ten koste van Colombia. Bij zowel de Nations League als de Spelen werd Gattaz uitgeroepen tot gedeeld beste blokker.

## Cluboverzicht
| Club                      | Periode    | Competitie |
| ------------------------- | ---------- | ---------- |
| São Caetano Voleibol      | 1998–2000  | Superliga  |
| Paraná VC                 | 2001–2002  | Superliga  |
| São Caetano Voleibol      | 2002–2004  | Superliga  |
| Osasco VC                 | 2004–2007  | Superliga  |
| Giannino Pieralisi Volley | 2007–2008  | Serie A1   |
| Rio de Janeiro VC         | 2008–2011  | Superliga  |
| Vôlei Futuro              | 2011–2012  | Superliga  |
| İqtisadçı VK              | 2012       | Superliga  |
| Campinas VC               | 2013–2014  | Superliga  |
| Minas TC                  | 2014–heden | Superliga  |

## Palmares
Clubverband
- 2005:  Braziliaans kampioenschap
- 2006:  Braziliaans kampioenschap
- 2007:  Braziliaans kampioenschap
- 2007:  Italiaanse superbeker
- 2008:  Italiaanse beker
- 2009:  Braziliaanse beker
- 2009:  Braziliaans kampioenschap
- 2009:  Zuid-Amerikaans kampioenschap
- 2010:  Braziliaans kampioenschap
- 2011:  Braziliaans kampioenschap
- 2012:  Braziliaans kampioenschap
- 2016:  Braziliaanse beker
- 2016:  Braziliaans kampioenschap
- 2017:  Braziliaanse beker
- 2017:  Braziliaanse superbeker
- 2018:  Braziliaanse beker
- 2018:  Braziliaans kampioenschap
- 2018:  WK
- 2019:  Braziliaanse beker
- 2019:  Braziliaans kampioenschap
- 2019:  Braziliaanse superbeker
- 2020:  Braziliaanse beker
- 2020:  Zuid-Amerikaans kampioenschap
- 2021:  Braziliaanse beker
- 2021:  Braziliaans kampioenschap
- 2021:  Braziliaanse superbeker

Nationale ploeg
- 2003:  Zuid-Amerikaans kampioenschap
- 2004:  World Grand Prix
- 2005:  World Grand Prix
- 2005:  Zuid-Amerikaans kampioenschap
- 2005:  Grand Champions Cup
- 2006:  Pan-Amerikaans kampioenschap
- 2006:  World Grand Prix
- 2006:  WK
- 2007:  Zuid-Amerikaans kampioenschap
- 2007:  World Cup
- 2008:  World Grand Prix
- 2009:  Pan-Amerikaans kampioenschap
- 2009:  World Grand Prix
- 2009:  Zuid-Amerikaans kampioenschap
- 2009:  Grand Champions Cup
- 2010:  World Grand Prix
- 2010:  WK
- 2013:  Grand Champions Cup
- 2021:  Nations League
- 2021:  OS
- 2021:  Zuid-Amerikaans kampioenschap

## Persoonlijk
Gattaz is openlijk lesbisch.